# Stimmberechtigte
Als Stimmberechtigte (auch das Volk) werden insbesondere in der Schweiz jene Einwohner bezeichnet, die bestimmte politische Rechte wahrnehmen können. Das Stimmrecht fällt in den meisten Fällen mit dem Wahlrecht zusammen.

## Schweiz

### Bund
Stimmberechtigt sind mündige Männer und Frauen (Frauen auf Bundesebene seit 1971) ab 18 Jahren (früher 20 Jahre) mit schweizerischer Nationalität.
In der Regel vier Mal pro Jahr können die Stimmberechtigten zu Sachfragen Stellung beziehen, über sie verbindlich entscheiden – in Volksabstimmungen zu:
- Vorlagen von Volksinitiativen und obligatorischen und fakultativen Referenden,
- jeder Änderung der Bundesverfassung, jedem Antrag einer Total- oder Teilrevision der Verfassung, die von Volk und der Mehrheit der Kantone angenommen werden müssen,
- jedem Beitritt zu Organisationen für kollektive Sicherheit oder zu supranationalen Gemeinschaften – Beispiele: UNO-Beitritt zugestimmt (2002); EWR-Beitritt abgelehnt (1992).

#### Initiative
100'000 Stimmberechtigte können durch ihre Unterschrift eine Änderung der Bundesverfassung verlangen. Die Mehrheit der Stimmberechtigten und die Mehrheit der Kantone (6 der 26 Kantone waren bis 1999 sog. Halbkantone und besitzen nur eine halbe Stimme) müssen der Änderung mittels einfachem Mehr zustimmen. Die Annahme von Initiativen ist eher selten, denn die Politik versucht oft dem Begehren der Stimmberechtigten mittels Gegenentwurf entgegenzukommen.
Auch die Kantone haben das Recht, eine Initiative zu ergreifen; dies ist aber bisher noch nie geschehen.

#### Fakultatives Referendum
50'000 Stimmberechtigte, die mit dem Inhalt eines Gesetzes nicht einverstanden sind, können das Referendum ergreifen. Referenden sind auch gegen bestimmte Arten von Bundesbeschlüssen und bestimmte völkerrechtliche Verträge möglich. Das fakultative Referendum wird auch als «Ursache» («Ursprung») der schweizerischen Kollegialitäts-Prinzip-Politik gesehen (Konkordanzdemokratie).
Auch Kantone haben das Recht ein Referendum zu ergreifen, dieses geschah bisher nur ein Mal.

### Kanton, Gemeinde
Die Kantone sind generell frei, ihr politisches System für sich und ihre Gemeinden selbst zu gestalten. Jedoch müssen sie, aus «Sicht» des Bundes, das Recht für den Stimmberechtigten vorsehen, die kantonale Verfassung ändern zu können. Kantonale Abstimmungen – über Sachvorlagen, Initiativen und Referenden – sind nicht so häufig wie eidgenössische Abstimmungen. In der Regel fallen sie mit dem Termin der eidgenössischen zusammen.
Einige Kantone sehen noch weitere Instrumente für die Stimmberechtigten vor, z. B. die Motion oder Volksmotion, welche das Parlament zum Erlass eines Gesetzes bewegen soll. Viele Kantone – besonders in der Westschweiz – erlauben es auch Ausländern bzw. Einwohnern, welche nicht im Besitz des Schweizer Bürgerrechtes sind, an kantonalen oder auch gemeindespezifischen Abstimmungen und Wahlen teilzunehmen.
Der letzte Kanton, der das Stimm- und Wahlrecht der Frauen eingeführt hat, war der Kanton Appenzell Innerrhoden im Jahre 1991, dies allerdings nicht freiwillig, sondern nach einem entsprechenden Bundesgerichtsurteil von 1990. Am 6. Mai 2007 hat die Glarner Landsgemeinde den Antrag der JUSO Glarnerland, das aktive Stimm- und Wahlrecht auf 16 Jahre herunterzusetzen, gutgeheissen. Somit ist der Kanton Glarus der erste Kanton mit dieser Regelung.

#### Gemeindeversammlung, Landsgemeinde
Viele Gemeinden kennen die Gemeindeversammlung, an denen den Stimmberechtigten vom Gemeinderat (je nach Kanton Exekutive, Verwaltung, auch legislative Aufgaben)
laufende Geschäfte vorgelegt werden (wie das Budget, die Rechnung der Gemeindeverwaltung, Steuerfussänderungen, Bauvorhaben, Projekte, Nutzungsplanung, Tempo-30-Zonen, Landverkauf- oder -kaufgeschäfte, Gemeindefusionen, Erteilung von Bürgerrecht, Einstellung eines Lehrers usw.)
Die Vorlagen werden diskutiert, ergänzt, abgeändert, auch zur Überarbeitung zurückgewiesen – oft entscheiden die Stimmberechtigten, in einigen Gemeinden sind es alle Einwohner, noch in der Versammlung über sie. Wie auch in den Versammlungen der Landsgemeinde, die noch zwei Kantone (Appenzell Innerrhoden und Glarus) kennen – auch hier werden viele Entscheide direkt von Stimmberechtigten gefällt (direkte Demokratie, direkte Demokratie in der Schweiz).